# Аггеенко, Владимир Наумович
Влади́мир Нау́мович Агге́енко (Аге́енко) (1860—1907) — российский геоботаник, флорист и систематик растений XIX века, известный изучением флоры и растительности Крыма.

## Биография
Родился 2 (14) сентября 1860 года в Санкт-Петербурге в семье врача, статского советника (позже — действительного статского советника) Наума Никифоровича Аггенко (?—1899). Семья, в которой был ещё сын Александр, жила в доме № 16 на Большой Московской улице.
В 1880 году окончил с серебряной медалью 1-ю Санкт-Петербургскую гимназию. В 1880—1884 годах учился в Императорском Санкт-Петербургском университете у А. Н. Бекетова и В. В. Докучаева. Проводил ботанические исследования в Нижегородской (в 1883) и Псковской (в 1884) губерниях.
Был оставлен при университете и в 1885 году назначен консерватором Ботанического кабинета. В 1884—1886 годах преподавал практический курс ботаники на Высших женских курсах.
В 1888 году сдал экзамен на степень магистра ботаники. С 1891 года, после получения учёного звания магистра ботаники за сочинение «Флора Крыма» (Том 1), он был допущен к чтению лекций по кафедре ботаники Петербургского университета в качестве приват-доцента. В 1897 году Аггеенко после успешной защиты докторской диссертации «Обзор растительности Крыма с топографической и флористической точки зрения» было присвоено учёное звание доктора ботаники. Преподавал в университете до 1907 года; читал курсы: «О приспособлениях растений» (1891—1892), «Биология цветковых растений» (1892—1907), «Специальная биология семейств цветковых растений» (1893—1898), «География растений» (1898—1907), «Специальная систематика цветковых растений» (1898—1907).
Также о преподавал в 5-й Петербургской гимназии, Елизаветинском институте и Морском кадетском корпусе.
Умер 17 (30) января 1907 года в Ялте.

## Вклад в науку
Основные работы Аггеенко посвящены флоре и растительности Крымского полуострова. Аггеенко расчленял флору Крыма на флоры степей, северного склона, яйл и южного склона. По заключению Аггеенко, крымские степи были вечно безлесными. Во флоре северного склона он различал пояса дуба, бука и можжевёловых стлаников; во флоре южного склона — пояса вечнозелёных растений, дуба (в западной части Крыма — пояс сосны крымской), бука. Отличие растительности южной части Крыма Аггеенко объяснял зависимостью от климата, а не от почвы.
Аггеенко описал несколько новых видов растений из Крыма, например, Alyssum rotundatum, Ophrys taurica.

## Основные научные работы
- Отчёт об исследованиях в Нижегородской губ. // Тр. СПб. об-ва естествоиспытателей. — 1885. — Т. XVI, вып. 1. — С. 311—337.
- К флоре Псковского уезда // Тр. СПб. об-ва естествоиспытателей. — 1886. — Т. XVII. — С. 1—31.
- Заметка о некоторых крымских орхидеях // Тр. СПб. об-ва естествоиспытателей. — 1887. — Т. XVIII, вып. 1. — С. 56—57.
- О растительных формациях Таврического полуострова // Тр. СПб. об-ва естествоиспытателей. — 1887. — Т. XVIII, вып. 1. — С. 29—49.
- О новом виде из рода Alyssum // Тр. СПб. об-ва естествоиспытателей, отд. бот. — 1889. — Т. XX. — С. 40—41.
- Флора Крыма, т. I. Ботанико-географический очерк Таврического полуострова // Тр. СПб. об-ва естествоиспытателей, отд. бот. — 1890. — Т. XXI. — С. 1—130.
- О периодических явлениях природы в Крыму // Тр. СПб. об-ва естествоиспытателей, отд. бот. — 1891. — Т. XXI. — С. 9—11.
- Биология растений. Вступительная лекция, читанная в СПб. ун-те. — СПб., 1892.
- Флора Крыма. II, 1 // Тр. СПб. об-ва естествоиспытателей, отд. бот. — 1894. — Т. XXIV. — С. 1—72.
- К точнейшему познанию крымских лапчаток (Potentilla) // Тр. СПб. об-ва естествоиспытателей, отд. бот. — 1895. — С. 16—19.
- Обзор растительности Крыма с топографической и флористической точки зрения с приложением перечисления ложецветных …, дикорастущих на Таврическом полуострове. — СПб., 1897.
- О влиянии Чёрного моря на природу окрестных стран // Тр. СПб. об-ва естествоиспытателей. — 1898. — Т. XXIX, вып. 1. — С. 10—12.
- О медоносных растениях, имеющих сельскохозяйственное значение. — 2-е изд. — СПб., 1899. — 36 с.
- Заселение Крыма животными и растениями // Научное обозрение за 1900 год. Май. — 1900. — С. 855—872.
- О культуре маслины в Крыму // Сельск. хоз-во и лесоводство. — 1901. — Вып. 7—9. — С. 157—172.
- О культуре на «южном берегу» Крыма японской хурмы, инжира, гранатника и миндаля // Сельск. хоз-во и лесоводство. — 1901. — Вып. 7—9. — С. 673—682.
- О культуре в Крыму бамбука, анопы, трёхлопастной чёрной шелковицы, пальмы хамеропс и обыкновенной иглицы // Сельск. хоз-во и лесоводство. — 1902. — С. 144—153, 611—625.